# 셰익스피어 인 러브
《셰익스피어 인 러브》(영어: Shakespeare in Love)는 존 매든 감독, 마크 노먼과 톰 스토파드 각본의 1998년 영국, 미국의 로맨스 코미디 영화이다. 이 영화는 윌리엄 셰익스피어가 '로미오와 줄리엣'을 쓰던 시기에 그려낸 사랑 이야기를 다루고 있다. 이 이야기는 허구이지만 일부 인물은 실제 인물에 기반을 두었다. 귀네스 팰트로, 조지프 파인스, 제프리 러시, 톰 윌킨슨, 콜린 퍼스, 주디 덴치, 벤 애플렉이 출연하였다. 미국 아카데미상에서 13개 부문에 후보 지명되어 최우수 작품상, 최우수 여우주연상(귀네스 팰트로), 최우수 여우조연상(주디 덴치)을 포함하여 총 7개 부문을 수상을 했다. 뮤지컬으로 제작되어, 2014년 7월 런던의 웨스트 엔드(West End)에서 전 세계 최초로 공연 되었다.

## 줄거리
1593년 런던에서 윌리엄 셰익스피어는 로드 챔펄린스 맨(Lord Chamberlain's Men)의 연주자이자 더 로즈 시어터의 소유주인 필립 헨즐로의 극작가였다. 새로운 코미디 로미오와 해적의 딸 에델로 작가의 난관에 시달리는 셰익스피어는 라이벌 커튼 극장의 소유주인 리처드 버비지의 정부인 로잘린을 유혹하고 버비지가 헨슬로로부터 연극을 사도록 설득하려 한다. 셰익스피어는 라이벌 극작가 크리스토퍼 말로의 조언을 받지만 로잘린이 술꾼 에드먼드 틸니와 동침하고 있다는 사실을 알고 낙담한다. 무자비한 대금업자 페니먼에게 빚을 지고 있는 절박한 헨즐로는 어쨌든 오디션을 시작한다.
셰익스피어의 연극을 법정에서 본 적이 있는 부유한 상인의 딸 비올라 드 레셉스는 오디션을 보기 위해 토마스 켄트라는 남자로 변장한다. 켄트는 베로나의 두 신사의 연설로 셰익스피어의 관심을 얻었지만 셰익스피어가 그녀에게 질문하자 도망친다. 그는 켄트를 쫓아 비올라의 집으로 가서 그녀의 간호사에게 메모를 남기고 켄트에게 로즈에서 리허설을 시작하라고 요청한다.
셰익스피어는 비올라의 부모가 돈이 필요한 귀족인 웨섹스 경과 그녀의 약혼을 주선하는 집에서 무도회에 몰래 들어간다. 비올라와 춤을 추는 셰익스피어는 말문이 막힌다. 웨섹스와 마주한 셰익스피어는 자신을 크리스토퍼 말로라고 소개한다. 웨섹스는 "말로"를 퇴장시키고 그를 죽이겠다고 위협한다. 셰익스피어는 그녀의 발코니에서 비올라를 발견하고, 그녀의 간호사에게 발견되어 달아나기 전에 서로의 매력을 고백한다.
비올라에서 영감을 얻은 셰익스피어는 극을 로미오와 줄리엣이 될 것으로 빠르게 변형한다. 리허설은 토머스 켄트가 로미오로, 주요 비극작가 네드 앨린이 머큐시오로, 무대에 반한 페니먼이 작은 역할로 시작된다. 셰익스피어는 비올라의 정체를 알게 되고 둘은 은밀한 관계를 시작한다.
비올라는 웨섹스와의 결혼 제안에 대한 승인을 받기 위해 법원에 소환된다. 셰익스피어는 그녀와 동행하고 그녀의 간호사의 여자 사촌으로 변장하고 익명으로 웨섹스를 공개적으로 설득하여 연극이 사랑의 진정한 본질을 포착할 수 있다고 £50를 베팅하도록 한다. 엘리자베스 1세 여왕은 자신이 이 문제를 판단할 것이라고 선언한다.
버베이지는 셰익스피어가 로잘린을 유혹하고 연극 비용에서 그를 속였다는 사실을 알게되고 그의 회사와 로즈에서 싸움을 시작한다. 로즈 선수들은 버베이지와 그의 부하들을 격퇴하고 술에 취한 헨즐로가 비올라에게 셰익스피어가 아내와 헤어졌지만 결혼했다는 사실을 알리는 술집에서 축하한다. 말로가 살해되었다는 소식이 전해진다. 죄책감에 휩싸인 셰익스피어는 웨섹스가 말로를 죽였다고 가정하고 그가 비올라의 연인이라고 믿고 비올라는 셰익스피어가 희생자라고 믿는다. 셰익스피어가 그녀의 교회에 나타나 비올라의 두려움을 가라앉히고 자신이 유령이라고 믿는 웨섹스를 겁에 질리게 한다. 비올라는 셰익스피어에 대한 사랑을 고백하지만 둘 다 그녀가 웨섹스와 결혼해야 하는 의무에서 벗어날 수 없다는 것을 알고 있다.
극장을 맴도는 불쾌한 소년 존 웹스터는 셰익스피어와 비올라의 사랑을 염탐하고 여성 배우 금지령을 어겼다는 이유로 로즈를 폐쇄한 틸니에게 알린다. 비올라의 정체성이 드러나고 셰익스피어는 무대나 주연 없이 버베지가 극장을 제공하고 상심한 셰익스피어가 로미오 역을 맡게 된다. 결혼식이 끝난 후 비올라는 그날 연극이 공연된다는 사실을 알고 커튼으로 도망친다. 그녀는 줄리엣을 연기하는 소년이 연기할 수 없다는 것을 우연히 듣고 그의 목소리가 끊어지고 헨즐로는 그녀에게 그를 대신해 달라고 요청한다. 그녀는 열광하는 청중 앞에서 셰익스피어의 로미오에게 줄리엣을 연기한다.
연극이 끝난 직후 틸니는 비올라의 존재로 인해 모든 사람을 음란 혐의로 체포하기 위해 도착하지만 여왕은 참석 한 자신을 드러내고 그를 제지하며 켄트가 여성과 "놀라운 닮은"남자 인 척한다. 합법적인 결혼을 끝낼 힘이 없는 그녀는 비올라에게 웨섹스와 함께 버지니아로 항해하라고 명령한다. 여왕은 또한 비올라를 따라 극장으로 온 웨섹스에게 로미오와 줄리엣이 셰익스피어에 대한 내기에서 이겼고 켄트에게 "다음 번에는 좀 더 쾌활하게, 십이야의 밤"을 쓰라는 지시와 함께 50파운드를 전달하라고 말했다.
비올라와 셰익스피어는 작별 인사를 하고, 그는 낯선 땅으로 항해한 후 남자로 변장한 조난자로서의 캐릭터로 십이야의 시작을 상상하면서 그녀를 불멸화하겠다고 맹세한다.

## 배역
- 귀네스 팰트로 - 바이올라 드 레셉스 역
- 조지프 파인스 - 윌리엄 "윌" 셰익스피어 역
- 제프리 러시 - 필립 헨즐로 역
- 톰 윌킨슨 - 휴 페니먼 역
- 콜린 퍼스 - 웨식스 경 역
- 주디 덴치 - 엘리자베스 여왕 역
- 벤 애플렉 - 네드 앨린 역
- 사이먼 캘로 - 에드먼드 틸니 역
- 짐 카터 - 랠프 배슈퍼드 역
- 마틴 클룬즈 - 리처드 버비지 역
- 앤터니 셔 - 닥터 모스 역
- 이멜다 스탠턴 - 간호사 역
- 마크 윌리엄스 - 워바시 역
- 대니얼 브로클뱅크 - 샘 고스
- 니컬러스 러프리보스트 - 로버트 드 레셉스 경
- 질 베이커 - 드 레셉스 부인
- 패트릭 발로 - 윌 켐프
- 조 로버츠 - 존 웹스터
- 루퍼트 에버렛 - 크리스토퍼 "킷" 말로

## 한국판 성우진(KBS) (2002년 3월 30일)
- 송도영 - 비올라(귀네스 팰트로)
- 홍시호 - 셰익스피어(조지프 파인스)
- 박민아 - 엘리자베스 여왕(주디 덴치)
- 임수아 - 유모(이멜다 스탠턴)
- 엄주환 - 버비지(마틴 클룬즈)
- 장광 - 웨섹스(콜린 퍼스)
- 이봉준 - 핸슬로(제프리 러시)
- 김준 - 말로(루퍼트 에버렛) / 워바시(마크 윌리엄스)
- 유민석 - 틸리(사이먼 캘로우)
- 강연숙 - 드 레셉스 부인(질 베이커)
- 이윤선 - 휴 페니먼(톰 윌킨슨)
- 장승길 - 드 레셉스 경(니콜라스 르 프레보스트)
- 서문석 - 레프(짐 카터)
- 김관진 - 켐프(패트릭 바로우)
- 임진응 - 샘(다니엘 브로클린뱅크)
- 사성웅 - 네드(벤 애플렉)
- 소연 - 로잘린(산드라 레인턴) / 해밍스(데이빗 커티즈)

## 수상 정보
- 1999년 제4회 크리틱스 초이스 영화상
  - 최우수 각본상
  - 유망주상 (조지프 파인스)
- 제49회 베를린 국제 영화제
  - C.I.D.A.L.C.은메달
- 제51회 미국 작가 조합상
  - 최우수 각본상
- 제5회 미국 배우 조합상
  - 영화부문 여우주연상 (귀네스 팰트로)
  - 영화부문 캐스팅상
- 제33회 전미 비평가 협회상
  - 여우조연상 (주디 덴치)
- 제52회 영국 아카데미 시상식
  - 남우조연상 (제프리 러시)
  - 여우조연상 (주디 덴치)
  - 작품상
  - 편집상
- 제71회 미국 아카데미 시상식
  - 작품상
  - 각본상
  - 미술상
  - 여우조연상 (주디 덴치)
  - 여우주연상 (귀네스 팰트로)
  - 음악상
  - 의상상 (샌디 파월)
- 2000년 제23회 일본 아카데미상
  - 우수 외국작품상